# Логика бизнеса (компания)
Компания «Логика Бизнеса» — российская консалтингово-внедренческая компания, реализующая проекты по созданию систем управления цифровыми документами и контентом (ECM-систем) на основе линеек продуктов ведущих российских производителей ЕСМ-платформ и приложений, а также осуществляющая разработку, сопровождение и поддержку кастомизированных экосистем работы с документами для крупных предприятий на основе собственных разработок под брендом «Логика».
Компания предоставляет услуги ECM-консалтинга, а в собственном Центре сканирования и ретроконверсии оказывает услуги по переводу в электронный вид всех типов архивных и оперативных документов.

## История компании
Компания «БОСС-Референт» была образована в 2008 году в качестве дочернего предприятия крупного системного интегратора компании АйТи. Дочерней компании были переданы права на доработку и продажу системы БОСС-Референт, созданной в 1996 году на платформе IBM Lotus. В 2012-м году компания была переименована в «Логику Бизнеса».

## Профиль компании
В настоящий момент компания отвечает за производство, развитие и маркетинговое продвижение продуктов под брендом «Логика» («Логика:ПЛАТФОРМА», «Логика: Договорные отношения», «Логика:СЭД», «Логика:АРХИВ», «Логика:ДОСЬЕ», «Логика:ТЕХДОК», «Логика:ФИНДОК», ), поддержку партнеров и пользователей решений. Распространение и внедрение осуществляется силами самой компании и партнерской сети.
«Логика Бизнеса» имеет необходимые свидетельства и сертификаты для ведения бизнеса, а собственные решения компании внесены в Единый реестр российского программного обеспечения.
«Логика Бизнеса» предоставляет услуги по сопровождению и технической поддержке полного цикла работ с документами и документоориентированными процессами (техподдержка 24х7, покрытие всех часовых поясов, поддержка прикладных решений, поддержка системного ПО и инфраструктуры, автоматизация и оптимизация бизнес-процессов, повышение доступности ИС, экспертиза и сертификация в области современных технологий и методологий).
Компания предоставляет услуги ECM-консалтинга, а в собственном Центре сканирования и ретроконверсии оказывает услуги по переводу в электронный вид всех типов архивных и оперативных документов
Заказчики решений «Логика» — крупнейшие коммерческие компании, федеральные и региональные органы власти: ФНС России, ПАО «Транснефть», ПАО «НК «Роснефть», ПАО «Газпром нефть», АО Россельхозбанк, Tele2 и многие другие.

## Программные продукты

### «Логика: ПЛАТФОРМА»
«Логика: ПЛАТФОРМА» продукт российской разработки, ключевой элемент – «движок» единой системы управления корпоративным контентом. Это набор бизнес-сервисов и конструкторов, которые решают типовые задачи пользователя, ускоряют создание и дальнейшее развитие экосистемы управления корпоративным контентом любого типа.
Входит в Единый реестр российских программ для ЭВМ и БД.
В настоящее время, в рамках сотрудничества с РФРИТ, ведется разработка инновационного решения – Платформа NEXT. Одной из ключевых особенностей решения является упор на импортозамещение и расширение поддержки отечественных решений.
«Логика: ПЛАТФОРМА» — это российская версия ECM-системы, которая может быть реализована на проприетарном и свободном ПО, в зависимости от предпочтений заказчика.  Система оптимальна для крупных коммерческих, государственных организаций и холдингов, которым нужно решение по управлению контентом в режиме «здесь и сейчас», не имеющее при этом ограничений на дальнейшее развитие экосистемы.

### «Логика: Договорные отношения»
Платформа «Логика: Договорные отношения» — автоматизация работы с договорными документами в организациях широкого спектра отраслей: нефтегазовой, электроэнергетической, ритейле, производственной, транспортной, финансовой, сельскохозяйственной и других.
Входит в Единый реестр российских программ для ЭВМ и БД.
«Логика: Договорные отношения» призвана создать комплексную среду, обеспечивающую юридически значимый электронный договорной документооборот с контрагентами. И представляет собой инновационную платформу, способную не только быстро создать решение для автоматизации торговых операций и взаимодействия с контрагентами в рамках заключения и исполнения договоров, но и их оплаты в электронной (цифровой) форме, путём реализации процессов с использованием технологии распределенных реестров (блокчейн).
«Логика: Договорные отношения»  поддерживает одновременное взаимодействие с несколькими операторами ЮЗ ЭДО, что позволяет работать без роуминга и в едином окне. Эта возможность также сокращает издержки на поддержание в актуальном состоянии коннекторов к решениям операторов.

### «Логика: СЭД» («Логика: ECM»)
Продукт для автоматизации управленческого документооборота и делопроизводства. Создан в 1996 году и долгое время носил название «БОСС-Референт». Один из лидеров на российском рынке решений класса ЕСМ (Enterprise Content Management).
Управляет полным жизненным циклом входящих, исходящих, внутренних, организационно-распорядительных и нормативных документов, резолюций, поручений, договоров и протоколов. Организует совместную работу над ними и автоматизирует бизнес-процессы.
Входит в Единый реестр российских программ для ЭВМ и БД.
СЭД полностью автоматизирует внешний (канцелярию, обработку входящей и исходящей корреспонденции) и внутренний документооборот (служебные записки, нормативные и организационно-распорядительные документы). Также в контур системы электронного документооборота входит автоматизация договорной деятельности, контроль исполнительской дисциплины в организации и документооборот совещаний и протоколов.
Архитектура системы автоматизации ЭДО обеспечивает устойчивость к высоким нагрузкам через горизонтальное и вертикальное масштабирование — подключение новых серверов без нарушения единого информационного пространства, а также построение отказоустойчивых конфигураций.

### «Логика: АРХИВ»
Продукт «Логика: АРХИВ» позволяет организовать надежное хранение и удобное использование электронных документов в соответствии с внутренними требованиями заказчика и требованиями законодательства по архивному хранению.
Входит в Единый реестр российских программ для ЭВМ и БД.
«Логика: АРХИВ» предназначен для средних и крупных коммерческих организаций, государственных органов, в том числе с разветвленной территориальной структурой. Основной предпосылкой для внедрения служит создание единого центра для хранения и управления документами организации.
Архив обеспечивает структуру хранения любой сложности с поддержкой связей со значимыми для бизнеса объектами. 

### «Логика: ФИНДОК»
Продукт для эффективного управления финансовым документооборотом и консолидации финансовой функции, с использованием технологий потокового ввода данных. Обеспечивает централизованную обработку, хранение финансовых документов и доступ к ним в организациях любого масштаба, в том числе территориально распределенных.
Входит в Единый реестр российских программ для ЭВМ и БД.
Автоматизирует и управляет процедурой получения, передачи и контроля первичных финансовых документов, а также автоматизирует сбор финансовой документации для передачи в контролирующие органы. Снижает налоговые и иные финансовые риски, повышает прозрачность данных и улучшает качество внутреннего контроля.
Продукт для автоматизации документооборота предоставляет возможности гибкой настройки под требования заказчика. Степень адаптации варьируется от изменений логотипов web-интерфейса пользователя, определения новых ролей, модификации процесса до выборочной замены компонентов решения.

### «Логика: ТЕХДОК»
Продукт «Логика: ТЕХДОК» предназначен для создания электронного хранилища технических документов уровня Enterprise, для организации электронного архива технической документации на предприятии научного, проектно-конструкторского или производственно-технического профиля.
Входит в Единый реестр российских программ для ЭВМ и БД.
Электронный архив технической документации обеспечивает ведение централизованный доступ к технической документации, как бы она ни была распределена территориально.
Электронный архив делает более эффективным управление имеющимся информационным массивом.
«Логика: ТЕХДОК» обеспечивает построение и ведение централизованной системы сбора, регистрации, учета и хранения технической документации, порождаемой на всех стадиях жизненного цикла проектных разработок. Позволяет произвести структуризацию архивной документации (текстовой, табличной, чертежно-графической и т.п.), а также унификацию форматов представления электронных версий. 

### «Логика: ДОСЬЕ»
Продукт для накапливания, последующего упорядоченного хранения и предоставления доступа к электронным образам клиентских документов. Используется для создания структурированной базы карточек клиентов: загружает данные из сторонних систем или получает их путем оцифровки, самостоятельно классифицирует документы и встраивает их в иерархию, применяет правила доступа согласно политике компании, предоставляет ссылки на них сторонним системам в периметре организации и управляет процессом физического хранения.
Входит в Единый реестр российских программ для ЭВМ и БД.
«Логика: ДОСЬЕ» встраивается в существующий ИТ-ландшафт организации и поддерживает ключевые бизнес-процессы. Продукт становится единым архивом клиентских документов для любых корпоративных систем, среди которых CRM, BPM, АБС. Подключается к имеющемуся или поставляется совместно с решением для потокового ввода данных, обеспечивая эффективность на всех этапах создания и использования досье.
Продукт предназначен для обработки большого массива клиентской документации от физических и юридических лиц, сбора информации на бумажных носителях и ее долговременного хранения.

## Услуги компании

### Сканирование и ретроконверсия
Центр выполняет работы по потоковому преобразованию в электронный вид всех типов архивных и текущих документов организаций: организационно-распорядительных и кадровых, конструкторской и технологической документации, проектно-сметных и приемо-сдаточных документов, а также библиотечных каталогов и типографских изданий. Является одним из крупнейших в Европе производственных центров подобного профиля, в штате работает более 150 специалистов. Центр оснащен профессиональным сканирующим оборудованием всех основных типов (промышленные поточные сканеры, книжные сканеры, широкоформатные сканеры) и может выполнять работы по переводу в электронный вид документов разных форматов (от А5 до А0+), на различных носителях (современные документы, кальки, «синьки») и разного качества (ветхие документы, документы с физическими повреждениями).

### Сопровождение и техническая поддержка
Логика Бизнеса предоставляет полный цикл услуг: обследование, внедрение, техническая поддержка.
Полный цикл сопровождения в соответствии с потребностями заказчика — от услуг контакт-центра до решения экспертных задач:
- Оптимизация использования ИТ-решений и затрат на их сопровождение.
- Повышение времени доступности сервиса до 99.99%.
- Комплексные услуги по сопровождению ИТ-решений: центры компетенций различных уровней.
- Повышение безопасности.

## Положение на рынке
По данным исследования компании IDC Россия компания «Логика Бизнеса» входит в число лидеров российского рынка в области ПО для управления корпоративным контентом.
Продукты «Логика» используют как коммерческие компании разного масштаба, так и федеральные/региональные органы власти: ФНС России, ФСИН России, ФМС России, АК «Транснефть», НК «Роснефть», Россельхозбанк, Tele2 и многие другие.
По итогам работы в 2017 году оборот компании превысил 1,9 млрд. рублей.
Аналитики TAdviser называют компанию «Логика Бизнеса» лидером российского рынка систем управления контентом с 2014 по 2020 гг.

## Партнерская сеть
Офис компании «Логика Бизнеса» расположен в Москве. Партнеры «Логики Бизнеса» присутствуют практически во всех регионах России.
«Логика Бизнеса» является партнером одного из ведущих российских производителей интеллектуальных бизнес-приложений – компании SL Soft (входит в ГК Softline). Все решения в контуре SL Soft включены в Единый реестр российских программ для ЭВМ и БД Минцифры России.
Продукты SL Soft обладают широкой функциональностью, масштабируются под организации любого размера и выдерживают высокие нагрузки.
В своих решениях компания «Логика Бизнеса» опирается на следующие продукты и технологии SL Soft:
- платформа управления цифровым контентом «Цитрос» и прикладные решения на ее основе;
- платформа интеллектуальной автоматизации бизнес-процессов ROBIN (RPA): автоматизация монотонных задач, быстрая интеграция информационных систем, визуальный No-Code и Low-Code конструктор;
- системы аналитики неструктурированных данных Preferentum (AI/ML): обработка документов на основе семантического анализа, извлечение сущностей и их проверка, классификация, автоматическое формирование типовых документов;
- платформа для потокового распознавания и интеллектуальной обработки текстовых данных и изображений SOICA (OCR).

Стратегические партнеры компании: Цитрос, SOiCA, Преферентум, Robin

## Критика продуктов
Основная критика приходится на самый старый продукт компании – БОСС-Референт на Lotus.
Из недостатков можно отметить отсутствие offline-работы и немного устаревший интерфейс. Отмечается предвзятое отношение к платформе со стороны пользователей. Крайне неудобное управление правами доступа к документам в условиях обычной текучести кадров, отсутствие групповых прав доступа. Проблемы с выпуском новых версий ПО, плохая гарантийная поддержка.
На другие системы найти отрицательных отзывов не удалось. Возможно, это объясняется тем, что они были представлены недавно.